# Jess Barker
Pour les articles homonymes, voir Barker.
Jess Barker est un acteur américain, né le 4 juin 1912 à Greenville (Caroline du Sud), mort le 8 août 2000 à Los Angeles — Quartier de North Hollywood (Californie).

## Biographie
Jess Barker entame sa carrière d'acteur au théâtre et joue notamment à Broadway (New York) dans quatre pièces, la première en 1934, les deux dernières en 1942. Entretemps, il collabore à Vous ne l'emporterez pas avec vous de Moss Hart et George S. Kaufman, représentée 838 fois de décembre 1936 à décembre 1938, aux côtés entre autres de Josephine Hull, Oscar Polk, George Tobias, Henry Travers et Frank Wilcox ; il y tient le rôle de Tony Kirby, repris par James Stewart dans l'adaptation au cinéma de 1938, réalisée par Frank Capra sous le même titre.
Au grand écran, il débute sous le nom de Philip Barker (non réutilisé) dans La Fille du bois maudit d'Henry Hathaway (avec Sylvia Sidney et Fred MacMurray), sorti en 1936. Puis il contribue à vingt-six autres films américains, sortis entre 1943 et 1977, dont quatre westerns.
Mentionnons également L'Exubérante Smoky de Dudley Nichols (son troisième film, 1943, avec Olivia de Havilland et Sonny Tufts), La Rue rouge de Fritz Lang (1945, avec Edward G. Robinson et Joan Bennett), Le Livre noir d'Anthony Mann (1949, avec Richard Basehart interprétant Robespierre et Robert Cummings, lui-même personnifiant Saint-Just), ou encore Celui qui n'existait pas de William Castle (1964, avec Barbara Stanwyck et Robert Taylor).
À la télévision, Jess Barker apparaît dans quinze séries de 1951 à 1972, dont Perry Mason (deux épisodes, 1961-1965).
Il est le premier mari de l'actrice Susan Hayward, qu'il épouse en 1944, mais dont il divorce en 1954 (des jumeaux sont nés en 1945 de leur union).

## Théâtre à Broadway (intégrale)
- 1934 : Allure de Leigh Burton Wells : Sep Corwin
- 1936-1938 : Vous ne l'emporterez pas avec vous (en) (You Can't Take It With You) de Moss Hart et George S. Kaufman, mise en scène de ce dernier : Tony Kirby
- 1942 : The Flowers of Virtue de (et mise en scène par) Marc Connelly : Sheldon Williams
- 1942 : Magic de G. K. Chesterton : Morris Carleon

## Filmographie

### Cinéma
- 1936 : La Fille du bois maudit (The Trail of the Lonesome Pine) d'Henry Hathaway : Merd Falin
- 1943 : Good Luck, Mr. Yates (en) de Ray Enright : Oliver B. Yates
- 1943 : L'Exubérante Smoky (Government Girl) de Dudley Nichols : Dana McGuire
- 1944 : Jam Session de Charles Barton : George Carter Haven
- 1944 : La Reine de Broadway (Cover Girl) de Charles Vidor : John Coudair (jeune homme)
- 1944 : She's a Soldier Too de William Castle : Dr Bill White

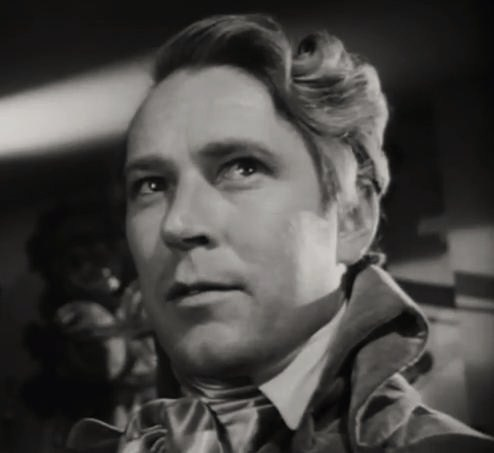
Dans Le Livre noir (1949)

- 1945 : Notre cher amour (This Love of Ours) de William Dieterle : Chadwick
- 1945 : Senorita from the West de Frank R. Strayer : Tim Winters
- 1945 : Règlement de comptes (Keep Your Powder Dry) d'Edward Buzzell : Junior Vanderheusen
- 1945 : Les Quatre Bandits de Coffeyville (The Daltons Ride Again) de Ray Taylor : Jeff Colton
- 1945 : La Rue rouge (Scarlet Street) de Fritz Lang : David Janeway
- 1946 : Girl on the Spot de William Beaudine : Rick Crane
- 1946 : Deux nigauds dans le manoir hanté (The Time of Their Lives) de Charles Barton : Thomas Danbury
- 1946 : Idea Girl de Will Jason (en) : Larry Brewster
- 1949 : Take One False Step (en) de Chester Erskine : Arnold Sykes
- 1949 : Le Livre noir (Reign of Terror ou The Black Book) d'Anthony Mann : Saint-Just
- 1950 : The Milkman de Charles Barton : John Carter
- 1953 : Épousez-moi (Marry Me Again) de Frank Tashlin : Jenkins
- 1954 : Dragonfly Squadron de Lesley Selander : Dixon
- 1955 : Kentucky Rifle (en) de Carl K. Hittleman : Daniel Foster
- 1955 : en:Shack Out on 101 d'Edward Dein : Artie
- 1956 : Three Bad Sisters (en) de Gilbert Kay : George Gurney
- 1956 : The Peacemaker de Ted Post : Ed Halcomb
- 1964 : Celui qui n'existait pas (The Night Walker) de William Castle : Malone
- 1968 : Les Bérets verts (The Green Berets) de Ray Kellogg et John Wayne : Un soldat
- 1975 : Les Gagneurs (en) (Murph the Surf) de Marvin J. Chomsky : Le gardien du musée
- 1977 : Sudden Death (en) d'Eddie Romero : rôle non-spécifié

### Télévision
(séries)
- 1955 : The Millionaire (en)
  - Saison 1, épisode 23 The Mildred Milliken Story d'Alfred E. Green : Félix Lombard
- 1961-1965 : Perry Mason, première série
  - Saison 5, épisode 10 The Case of the Injured Innocent (1961) de Bernard L. Kowalski : Walter Eastman
  - Saison 8, épisode 23 The Case of the Murderous Mermaid (1965) de Robert Sparr : Doug Hamilton
- 1972 : Auto-patrouille (Adam-12)
  - Saison 4, épisode 16 The Tip de Christian Nyby